# Амфитеатар Данило Бата Стојковић
Амфитеатар Данило Бата Стојковић је смештен на црквеном брду, испод Цркве Рођења Пресвете Богородице, а непосредно изнад Трга културе.

## Историја
Градња је започета 1986. године и завршена је 1988. када почиње да се користи 14. јула, на дан Врњачке Бање. Представља култно здање и место одржавања многих културних манифестација од којих је најпознатији Фестивал филмског сценарија који има најдужу традицију одржавања на летњој позорници и годишње га посети преко 50.000 љубитеља седме уметности. Амфитеатар је био и место одржавања бројних концерата, позоришних представа и ревија као и Врњачког карневала и Лав феста. Од 2010. године летња позорница у Врњачкој Бањи име доајена Данила Бате Стојковића. Године 2017. је изведена реконструкција којом је замењен дотрајали камен, урађено поплочавање и уређење позорнице, постављано 1380 седишта и уређене терасе и ентеријер. У склопу амфитеатра се налази Легат Данило Бата Стојковић од 2022.